# 王紱

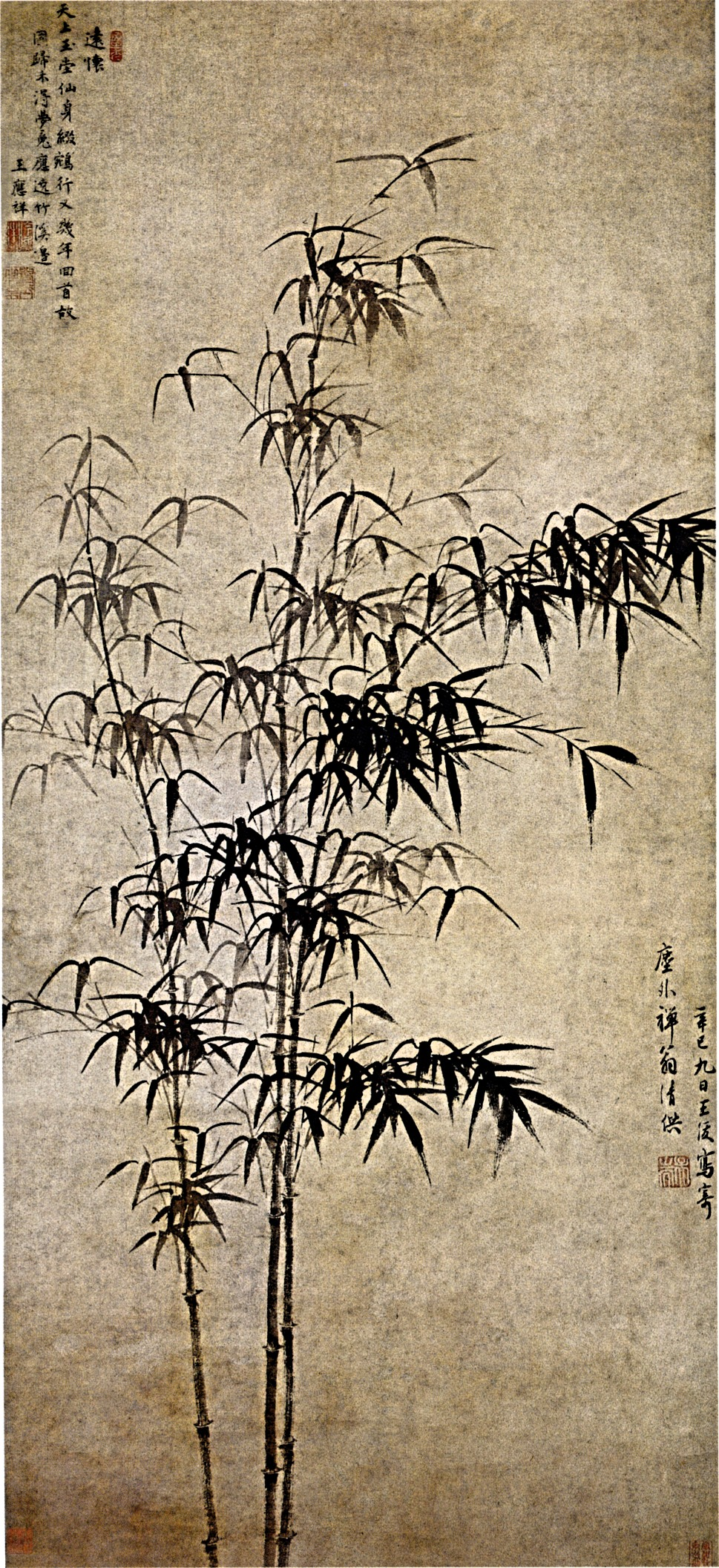
王紱《墨竹圖》（1401年），藏於中國北京故宮博物院

王紱（1362年—1416年），字孟端，號友石生，九龍山人，無錫（今屬江蘇）人，明代畫家。

## 生平
元至正二十二年（1362年）五月初三日生，幼年聰穎好學，為弟子員，能書畫，擅长山水，师法吳鎮、王蒙。洪武初年薦入翰林，擢為中書舍人。建文二年（1400年）隱居九龍山（即惠山）。為惠山寺僧性海（普真）作《竹爐煮茶圖》。永乐元年（1403年），供事文渊阁，参与编纂《永乐大典》，曾随明成祖北巡。永乐十四年（1416年）二月六日病逝京師馆舍。

## 作品
《秋江泛艇》軸，藏於台灣台北國立故宮博物院
《草堂雲樹圖》，藏於台灣台北國立故宮博物院
《草亭煙樹圖》，藏於台灣台北國立故宮博物院
《鳳城餞詠圖》，藏於台灣台北國立故宮博物院
《山亭文會圖》，藏於台灣台北國立故宮博物院
《勘書圖》，藏於台灣台北國立故宮博物院
《獨樹圖》，藏於台灣台北國立故宮博物院
《淇渭圖》，藏於台灣台北國立故宮博物院
《溪亭高話圖》，藏於台灣台北國立故宮博物院
《林泉道古圖》卷，藏於台灣台北國立故宮博物院
《溪亭夜讀》軸，藏於台灣台北國立故宮博物院
《墨竹圖》，藏於北京故宮博物院